# Matumona Lundala
Goliath, właśc. Matumona Lundala (ur. 1 sierpnia 1972 w Esperançy) – angolski piłkarz, reprezentant kraju, grający na pozycji bramkarza. 

## Kariera klubowa
Goliath od 1998 występował w Primeiro de Agosto. Jako zawodnik tego zespołu dwukrotnie sięgnął po Mistrzostwo Angoli w latach 1998 i 1999. Dodatkowo dorzucił do tego Superpuchar Angoli zdobyty trzy razy z rzędu w latach 1998, 1999, 2000. 
Po pięciu latach opuścił Primeiro i dołączył do Sagrada Esperança, z którym zdobył Mistrzostwo Angoli w 2005. Karierę piłkarską zakończył w 2005.

## Kariera reprezentacyjna
Goliath w reprezentacji Angoli zadebiutował 6 stycznia 2001 w przegranym 0:1 meczu z Eswatini. Goliath uczestniczył w eliminacjach do Pucharu Narodów Afryki 2002 (4 spotkania) i 2004 (4 spotkania).
Dodatkowo rozegrał także 6 spotkań w eliminacjach do Mistrzostw Świata 2002. W 2006 został powołany na Puchar Narodów Afryki w Egipcie. Podczas tego turnieju pełnił rolę rezerwowego bramkarza. Ostatni mecz w drużynie narodowej rozegrał 6 lipca 2003 w spotkaniu z Malawi, wygranym 5:1. Łącznie Goliath w latach 2001–2003 wystąpił w 17 spotkaniach. 
| Mecze i gole w reprezentacji | Mecze i gole w reprezentacji | Mecze i gole w reprezentacji | Mecze i gole w reprezentacji | Mecze i gole w reprezentacji | Mecze i gole w reprezentacji | Mecze i gole w reprezentacji |
| #                            | Data                         | Miasto                       | Przeciwnik                   | Gol                          | Wynik                        | Rozgrywki                    |
| ---------------------------- | ---------------------------- | ---------------------------- | ---------------------------- | ---------------------------- | ---------------------------- | ---------------------------- |
| 1.                           | 06.01.2001                   | Manzini                      | Eswatini                     |                              | 0:1                          | towarzyski                   |
| 2.                           | 13.01.2001                   | Ouagadougou                  | Burkina Faso                 |                              | 0:1                          | El. PNA 2002                 |
| 3.                           | 28.01.2001                   | Luanda                       | Libia                        |                              | 3:1                          | El. MŚ 2002                  |
| 4.                           | 11.03.2001                   | Lomé                         | Togo                         |                              | 1:1                          | El. MŚ 2002                  |
| 5.                           | 25.03.2001                   | Luanda                       | Burkina Faso                 |                              | 2:0                          | El. PNA 2002                 |
| 6.                           | 21.04.2001                   | Chingola                     | Zambia                       |                              | 1:1                          | El. MŚ 2002                  |
| 7.                           | 06.05.2001                   | Luanda                       | Kamerun                      |                              | 2:0                          | El. MŚ 2002                  |
| 8.                           | 01.06.2001                   | Luanda                       | Albania                      |                              | 2:3                          | El. PNA 2002                 |
| 9.                           | 10.06.2001                   | Luanda                       | Mauritius                    |                              | 1:0                          | towarzyski                   |
| 10.                          | 17.06.2001                   | Cabinda                      | Birma                        |                              | 2:1                          | El. PNA 2002                 |
| 11.                          | 29.06.2001                   | Trypolis                     | Libia                        |                              | 1:1                          | El. MŚ 2002                  |
| 12.                          | 29.07.2001                   | Luanda                       | Togo                         |                              | 1:1                          | El. MŚ 2002                  |
| 13.                          | 25.08.2002                   | Luanda                       | Gabon                        |                              | 1:0                          | towarzyski                   |
| 14.                          | 08.09.2002                   | Luanda                       | Nigeria                      |                              | 0:0                          | El. PNA 2004                 |
| 15.                          | 12.10.2002                   | Lilongwe                     | Malawi                       |                              | 0:1                          | El. PNA 2004                 |
| 16.                          | 21.06.2003                   | Benin City                   | Nigeria                      |                              | 2:2                          | El. PNA 2004                 |
| 17.                          | 06.07.2003                   | Luanda                       | Malawi                       |                              | 5:1                          | El. PNA 2004                 |

## Sukcesy
CD Primeiro de Agosto
- Mistrzostwo Angoli (2): 1998, 1999
- Superpuchar Angoli (3): 1998, 1999, 2000

Sagrada Esperança
- Mistrzostwo Angoli (1): 2005